# Маунт-Вернон (Орегон)
Маунт-Вернон (англ. Mount Vernon) — город в США, в округе Грант штата Орегон. Население — 548 человек (2020).

## География
Маунт-Вернон расположен по координатам 44°25′01″ с. ш. 119°06′47″ з. д. (44.416897, -119.113174). По данным Бюро переписи населения США в 2010 году город имел площадь 1,77 км², вся площадь — суша.

## Демография
| Год переписи                          | Нас. |  | %±     |
| ------------------------------------- | ---- |  | ------ |
| 1950                                  | 451  |  | —      |
| 1960                                  | 502  |  | 11,3%  |
| 1970                                  | 423  |  | −15,7% |
| 1980                                  | 569  |  | 34,5%  |
| 1990                                  | 538  |  | −5,4%  |
| 2000                                  | 595  |  | 10,6%  |
| 2010                                  | 527  |  | −11,4% |
| 2020                                  | 548  |  | 4%     |
| 1950–2020 Десятилетняя перепись в США |      |  |        |

Согласно переписи 2010 года, в городе проживало 527 человек в 259 домохозяйствах в составе 151 семьи. Плотность населения составляла 298 человек/км². Была 281 квартира (159/км²).
Расовый состав населения:
| - 95,4 % — белых - 0,2 % — коренных американцев - 0,2 % — азиатов - 1,7 % — лиц других рас |

К двум или более расам принадлежало 2,5 %. Доля испаноязычных составила 3,0 % всего населения.
По возрастному диапазону население распределялось следующим образом: 19,7 % — лица младше 18 лет, 58,1 % — лица в возрасте 18-64 лет, 22,2 % — лица в возрасте 65 лет и старше. Медиана возраста жителя составила 49,0 лет. На 100 человек женского пола в городе приходилось 98,9 мужчин; на 100 человек в возрасте 18 лет и старше — 99,5 мужчин также старше 18 лет.
Средний доход на одно домашнее хозяйство составил 33 522 доллара США (медиана — 29 583), а средний доход на одну семью — 42 614 доллара (медиана — 34 130). За чертой бедности находилось 27,5 % человек, в том числе 34,6 % детей в возрасте до 18 лет и 20,2 % лиц в возрасте 65 лет и старше.
Гражданское трудоустроенное население составляло 265 человек. Основные области занятости: искусство, развлечения и отдых — 27,2 %, сельское хозяйство, лесничество, рыбалка — 16,6 %, розничная торговля — 12,8 %, образование, здравоохранение и социальная помощь — 10,6 %.